# Bisbat de Castres

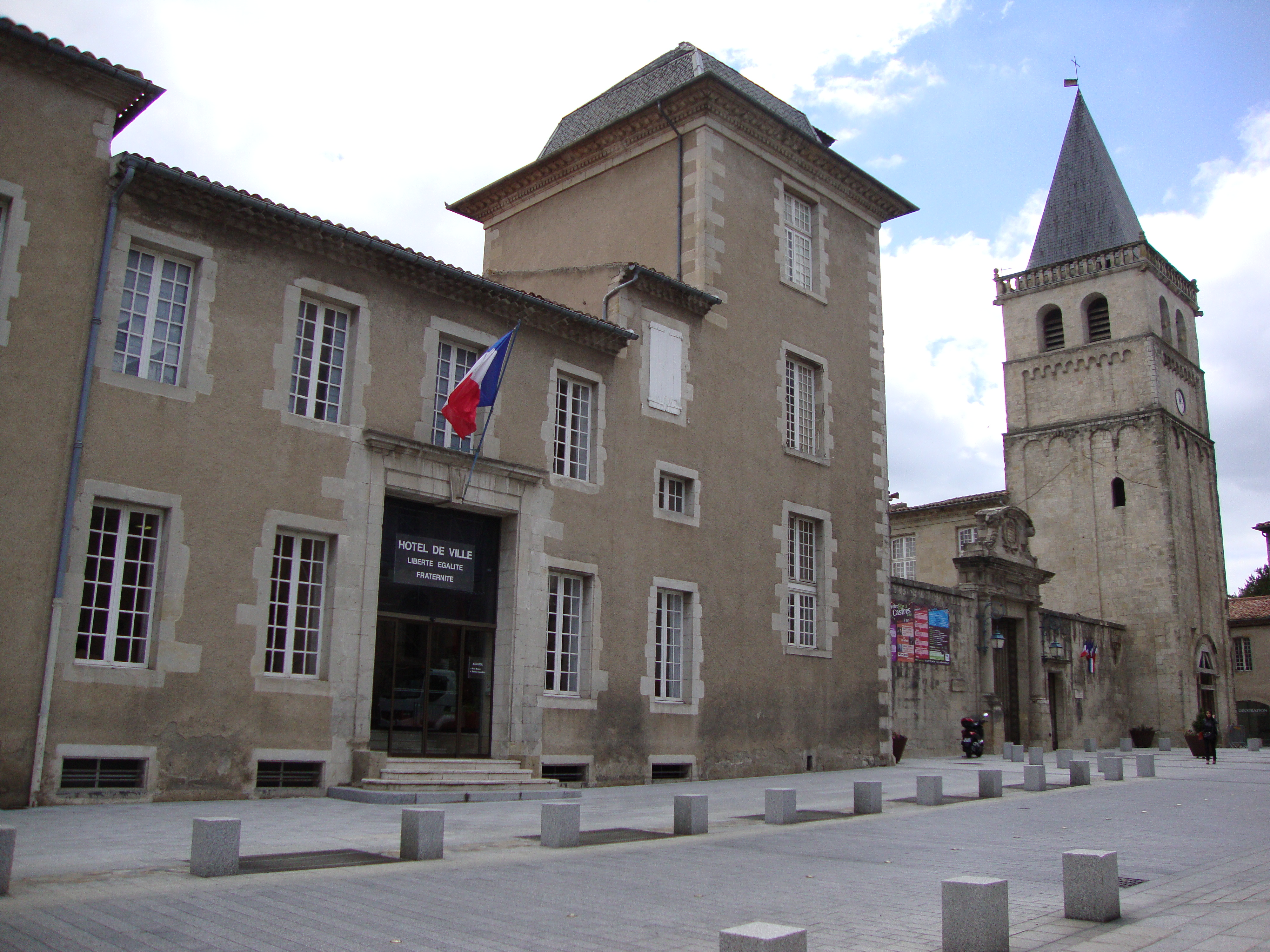
L'antic palau episcopal, avui hôtel de ville de Castres, construït per Michel Tuboeuf a la segona meitat del.

El bisbat de Castres (francès: Diocèse de Castres, occità: Diocèsi de Castras; llatí: Dioecesis Castrensis) és una seu suprimida de l'Església Catòlica a França, creada l'11 de juliol de 1317, per segregació del bisbat d'Albi. Fou suprimit el 29 de novembre de 1801 i reagrupat amb el bisbat d'Albi.

## Territori
La diòcesi limitava al nord amb l'arxidiòcesi d'Albi i la diòcesi de Vabres; a l'est amb les diòcesis de Besiers i de Saint-Pons; al sud amb la diòcesi de Lavaur i a l'oest amb la de Montauban.
La seu episcopal és la ciutat de Castres, a l'actual departament de Tarn, on l'església de Sant Benet servia de catedral.
A finals del segle xvii, la diòcesi estava constituïda per al voltant de 120 parròquies.

## Història
L'abadia de San Benet, a l'origen de la ciutat de Castres, va ser erigida a mitjans del segle vii a la riba de l'Agout per alguns nobles de la cort de Sigebert III, Robert, Ancelin i Daniel. El 1074 depenia de l'abadia de Sant Víctor de Marsella.
La diòcesi de Castres va ser erigida el 9 de juliol de 1317 amb la butlla Salvator noster del Papa Joan XXII, prenent el seu territori de l'arxidiòcesi d'Albi. L'església abacial de San Benet va ser elevada a catedral a partir del segle xi. El capítol va continuar vivint sota la regla de Sant Benet fins a l'any 1535, quan fou secularitzat pel papa Pau III.
La catedral antiga va ser destruïda pels protestants l'any 1567; sent reconstruïda a finals del segle xvii, tot i que mai no va ser completada. Durant les guerres de religió, la ciutat va ser conquerida pels hugonots (1575), que van continuar residint a Castres fins i tot després de l'edicte de Nantes fins que van ser expulsats en 1629.
Inicialment sufragània de l'arxidiòcesi de Bourges, el 3 d'octubre de 1678, Castres va passar a formar part de la seu metropolitana d'Albi.
La diòcesi va ser suprimida seguint el concordat amb la butlla Qui Christi Domini del Papa Pius VII del 29 de novembre de 1801, i el seu territori incorporat al de la diòcesi de Montpeller. El 6 d'octubre de 1822, amb el restabliment de la seu d'Albi, els territoris de l'antiga diòcesi de Castres van ser annexionats a la nova circumscripció.
A partir del 17 de febrer de 1922, els arquebisbes d'Albi tenen el privilegi d'afegir al títol el títol de bisbes de Castres.

## Cronologia episcopal
- Dieudonné, O.S.B. † (13 de juliol de 1317 - 1326 mort)
- Amelius de Lautrec, O.S.A. † (5 de desembre de 1326 - 1337 mort)
- Jean des Prés-Montpezat † (3 de desembre de 1337 - ? mort)
- Pierre de Banac † (14 d'agost de 1348 - 1364 mort)
- Raymond de Sainte-Gemme † (27 de maig de 1364 - 1373 mort)
- Elie de Donzenac † (14 de novembre de 1373 - 30 de maig de 1383 mort)
- Guy de Roye † (8 d'octubre de 1383 - 16 d'agost de 1385 nomenat arquebisbe de Sens)
- Dieudonné † (4 d'agost de 1385 - 1388 mort)
- Jean Engeard † (20 de novembre de 1388 - 1418 mort)
- Aimeric Nadal † (23 d'agost de 1419 - d'octubre de 1421 mort)
  - Sede vacante (1421-1426)
- Raymond Mairose † (14 de gener de 1426 - 22 d'octubre de 1427 mort)
- Pierre de Cotigny † (24 d'octubre de 1427 - 1431 mort)
- Gérard Machet † (22 de gener de 1432 - 17 de juliol de 1448 mort)
- Maraud de Condom, C.R.S.A. † (2 de desembre de 1448 - 1458 mort)
- Jean d'Armagnac † (24 de març de 1460 - 1493 mort)
  - Cèsar Borgia † (4 de novembre de 1493 - 20 de gener de 1495 renuncià) (administrador apostòlic)
- Charles de Martigny † (20 de gener de 1495 - 1509 mort)
- Pierre de Martigny † (1509 - 17 d'abril de 1531 nomenat bisbe de Bayeux)
- Jacques de Tournon † (17 d'abril de 1531 - 1536 nomenat bisbe de Valença)
- Antoine-Charles de Vesc † (28 d'abril de 1536 - 1551 renuncià)
- Claude d'Auraison † (21 d'agost de 1551 - 1583 mort)
- Jean I de Fossé † (27 d'agost de 1584 - 5 de maig de 1632 mort)[2]
- Jean II de Fossé † (5 de maig de 1632 - 1654 mort)[3]
  - Sede vacante (1654-1657)
- Charles-François d'Anglure de Bourlemont † (20 de juny de 1657 - 15 de setembre de 1664 nomenat arquebisbe de Tolosa)
- Michel Tuboeuf † (6 d'octubre de 1664 - 16 d'abril de 1682 mort)
  - Sede vacante (1682-1693)
- Augustin de Maupéou † (7 de desembre de 1693 - 16 de novembre de 1705 nomenat bisbe d'Auch)[4]
- Honoré de Quiqueran de Beaujeu † (7 de setembre de 1705 - 26 de juny de 1736 mort)
- Francesc II de Lastic de Saint-Jal † (11 de febrer de 1737 - 24 de maig de 1752 mort)
- Jean-Sébastien de Barral † (27 de novembre de 1752 - 27 de juliol de 1773 mort)
- Jean-Marc de Royère † (13 de setembre de 1773 - 1801 renuncià)
  - Seu suprimida